# Karen Soto
Karen Andrea Soto Lugo (Maracaibo, Estado Zulia; 26 de mayo de 1992) Fue una modelo venezolana ganadora del título Miss Venezuela Mundo 2013 y representante de dicho país en el concurso de Miss Mundo 2013.

## Vida personal
Karen es una joven modelo nacida en el año 1992 en la occidental ciudad de Maracaibo, Venezuela. Es estudiante de Comunicación Social en la URBE. Sus padres son Yulima Lugo y Guillermo Soto, Karen tiene 2 hermanos. En el año 2006 inició sus estudios de Modelaje y Comportamiento social en la prestigiosa institución Gero Producciones del Estado Zulia, que después de egresada fue una de sus instructoras de Pasarela. Luego en el año 2007 de la mano de la Organización "Richard Producciones", concursando en el Miss Occidente Venezuela representando al estado Yaracuy obteniendo el máximo título de la noche Miss Occidente Venezuela 2007.
Posteriormente en el año 2010 participa en el Miss Venezuela como "Costa Oriental" donde obtiene una destacada participación y en el año 2013 se participa en el Miss Venezuela Mundo donde resulta vencedora siendo este uno de sus mayores logros a lo largo de su trayectoria como modelo.

## Miss Occidente 2007
En el año 2007 de la mano de la Empresa “Richard Producciones”, concursó en el Miss Occidente Venezuela representando al estado Yaracuy, obteniendo el máximo título de la noche como Miss Occidente Venezuela 2007. Dicho evento se realizó en la Sala de Eventos Maracaibo.

## Miss Venezuela 2010
Karen como parte de su carrera como modelo, participó en el Miss Venezuela 2010 que se llevó a cabo en la ciudad de Maracaibo representando a la Costa Oriental del Lago (Zulia); en dicho evento logró entrar al grupo de las 10 finalistas y el concurso fue ganado finalmente por Vanessa Goncalves del estado Miranda.

## World Next Top Model 2011
En el año 2011 Soto viaja a la ciudad de Beirut, Líbano para participar en representación de Venezuela en el World Next Top Model 2011 donde compitió con otras candidatas de diferentes países y regiones. Karen logra avanzar al top 5 junto a las representantes de Rusia, Yugoslavia, Islandia y Serbia y finalmente logra hacer el "back to back" ganando dicho certamen y al ser coronada por su predecesora y también venezolana Luna Ramos.

## Miss Venezuela Mundo 2013
Soto retomó en 2013 la oportunidad del Miss Venezuela participando en la primera edición del Miss Venezuela Mundo el cual se llevó a cabo en el estudio 1 de Venevisión en Caracas,  Venezuela. En la noche final compitió con otras 11 candidatas de diferentes regiones del país y al final de la velada resultó la vencedora del certamen y fue coronada por su predecesora Gabriella Ferrari como Miss Venezuela Mundo 2013 obtenido de esta forma el derecho de representar a esta nación en el Miss Mundo 2013 en Yakarta, Indonesia; sin embargo en este no clasificó.
| Predecesor: Gabriella Ferrari | Miss Venezuela Mundo 2013      | Sucesor: Debora Menicucci     |
| Predecesor: Luna Ramos        | Miss World Next Top Model 2011 | Sucesor: Mina Milutinovic     |
| Predecesor: Rusthmely Soto    | Miss Costa Oriental 2012       | Sucesor: Migbelis Castellanos |